# Göran Stangertz
Göran Stangertz (né le 19 juillet 1944 à Flen en Suède et mort le 27 octobre 2012  à Helsingborg) est un acteur, réalisateur et directeur artistique suédois.

## Biographie
Göran Stangertz a remporté le plus prestigieux prix du cinéma suédois : le Guldbagge Award du meilleur acteur pour ses rôles dans Det sista äventyret et Spring för livet.

## Filmographie partielle

### Comme acteur
- 1977 : Paradis d'été (Paradistorg) de Gunnel Lindblom